# Кинематографија Северне Кореје
Кинематографија Северне Кореје почела је поделом Кореје и од тада га одржава владајућа династија Ким. Ким Ил-сунг и његов наследник Ким Џонг-ил били су обожаваоци филма и настојали су да стварају пропагандне филмове засноване на идеологији џучеа.
Сва филмска продукција је под надзором Радничке партије Кореје и углавном се тиче пропаганде. Северна Кореја је ипак произвела неке непропагандне филмове за извоз у свет.

## Филмски студио
Главни продуцент дугометражних филмова у Северној Кореји је Korean Film Studio, државни студио основан 1947. године и налази се изван Пјонгјанга. Остали севернокорејски филмски студији укључују Корејски документарни филмски студио (основан 1946), Филмски Студио Корејске Народне Војске и Корејски научни и образовни филмски студио (основан 1953., познат и као СЕК) Ови студији производе игране филмове, документарне, анимиране, дечије и научне филмове. Према извештају из 1992. године, Корејски филмски студио је производио четрдесетак филмова годишње, док су остали студији заједно чинили још четрдесетак.
Поред домаћих анимираних продукција, СЕК је производио анимације за стране компаније. Трошкови производње у Северној Кореји су веома ниски, а квалитет аниматора је добро уочен. СЕК је радио на продукцијама као што су Мондо ТВ анимиране серије Покахонтас и Краљ лавова Симба и филмови Светлосне године и Царица Чунг.
Севернокорејски лидер Ким Ил-сунг веровао је у Лењинову максиму: „Биоскоп је најважнија од свих уметности.“ Сходно томе, од поделе земље, севернокорејски филмови су често коришћени као средство за убацивање владине идеологије у државну идеологију. Заједничка тема је мучеништво за нацију. Филм Судбина припадника самоодбрамбеног корпуса (енг. Fate of a Self-defence Corps Member), заснован на роману који је написао Ким Ил Сунг током борбе против јапанске окупације, одражава ову тему, као и веома цењени филм Море крви (1969). Последњи филм потиче из романа који говори о жени фармерки која постаје национална хероина борећи се против Јапанаца.
Још једна омиљена тема је срећа садашњег друштва. Ова тема се може видети у насловима играних филмова као што су Радничка породица, Цветно село, Радници у ваљаоници, Кад се беру јабуке и Девојке у луци. Сви ови филмови су награђени Народном наградом пре 1974. године.

## Историја

### 1940-их и 1950-их година
Након поделе Кореје након пораза Јапанске империје у Другом светском рату, филмски ствараоци на северу и југу настојали су да продуцирају први корејски филм након ослобођења на њиховој половини полуострва. Иако су Јужнокорејци били први, са Viva Freedom! (1946), Северна Кореја је убрзо уследила са My Home Village.
Због тајанствене природе земље, као и недостатка извоза филмова, тачан број играних филмова произведених у Северној Кореји је скоро немогуће утврдити.  Два од њих су објављена у годинама између ослобођења од Јапана и избијања Корејског рата, Our Construction (Uri Geonseol) (1946) и My Homeland  (корејски: 내 고향) (1949). Пет их је ослобођено током рата, укључујући Righteous War (1950), Boy Partisans (1951) и Again to the Front (1952). Ови наслови сугеришу да је филм коришћен у идеолошке сврхе од почетка постојања Северне Кореје као засебне целине.
Скоро сви студији и филмске архиве су уништени током Корејског рата, а након 1953. године студији су морали бити поново изграђени.

### 1960-их и 1970-их
A Spinner (1964) и Boidchi annun dchonson (1965) направљени су 1960-их. Један од најцењенијих филмова у Северној Кореји, Sea of Blood, произведен је 1969. У улазном холу корејског студија играног филма налази се мурал „Драги вођа“ Ким Џонг-ил који надгледа продукцију овог филма. Ово је дводелни, црно-бели филм. Први део траје 125 минута, а други 126 минута.
Ким Ил-сунг је 1966. године упутио чувени позив за џуче уметност, рекавши: „Наша уметност треба да се развија на револуционаран начин, одражавајући социјалистички садржај са националном формом“. У расправи о филму из 1973. године под насловом О уметности филма, Ким Џонг-ил је даље развио ову идеју о уметности џучеа у биоскоп, тврдећи да је дужност филма да помогне да се људи развију у „праве комунисте“, а као средство „да потпуно искореним капиталистичке елементе“. Идеолошки тешка природа севернокорејске кинематографије током 1970-их може се видети у насловима као што су The People Sing of the Fatherly Leader и The Rays of Juche Spread All Over the World.

## Галерија
- Мурал на филмском студију у Пјонгјангу.
- Мурал на филмском студију у Пјонгјангу.